# کیم یونگ ریم
کیم یونگ ریم (کره‌ای: 김용림؛ زادهٔ ۳ مارس ۱۹۴۰) بازیگر اهل کره جنوبی است. او حرفه بازیگری را در سال ۱۹۶۱ آغاز کرد و از آن زمان تاکنون در فیلم‌ها و مجموعه‌های تلویزیونی از جمله Silver Grass ایفای نقش کرده‌است که به خاطر آن برنده جایزه بزرگ (دسانگ) در جوایز درامای ام‌بی‌سی در سال ۱۹۸۵ شد. از آثار دیگری که در آنها ایفای نقش کرده‌است می‌توان به خانواده اوجاک‌گیو، تو بهترینی، تولد یک فرشته و خاطرات الحمرا اشاره کرد.